# Seda Röder

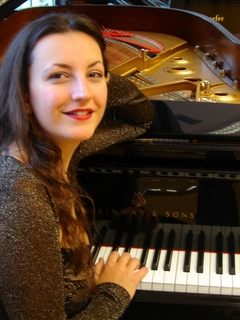
Seda Röder (2004)

Seda Röder (* 24. November 1980 in Istanbul als Seda Sesigüzel) ist eine türkische Pianistin.

## Leben und Wirken
Seda Röder begann ihr Klavierstudium im Alter von zehn Jahren als Jungstudentin am Staatlichen Konservatorium der Mimar Sinan Universität in Istanbul. 2001 nahm sie an der Internationalen Sommerakademie Mozarteum Salzburg bei Christoph Lieske und Jacob Lateiner teil. Es folgten Studien in der Meisterklasse von Rolf Plagge am Mozarteum, die sie 2006 mit Auszeichnung abschloss. Sie nahm zudem an Meisterkursen bei Karl-Heinz Kämmerling und András Schiff teil und absolvierte von 2006 bis 2007 ein Aufbaustudium bei Gerhard Oppitz an der Musikhochschule München.
Von 2007 bis 2011 war sie Associate an der Harvard University. Sie forschte zum Wiener Musikleben des beginnenden 20. Jahrhunderts und zur Musik von Alban Berg, Anton Webern und Arnold Schönberg.
Als Pianistin trat sie in der Türkei, Deutschland, Österreich und in den USA auf und widmete sich neben dem klassischen Repertoire als Solistin und Kammermusikerin auch der zeitgenössischen Musik.
Ab 2009 veröffentlichte sie Podcasts zu Themen der Neuen Musik in ihrer Sendereihe Blackbox.
2012 kehrte sie mit ihrer Familie nach Europa zurück. Neben ihrer Tätigkeit als Pianistin war sie seither als Unternehmerin und Beraterin tätig.

## Stipendien und Preise
Röder erhielt Stipendien der Österreichischen Hochschule in Istanbul, des Österreichischen Bildungsministeriums sowie des Deutschen Akademischen Austauschdienstes sowie ein Leistungsstipendien des St. Georg Kollegs Istanbul und der Hochschule Mozarteum.

## Diskographie
- Black And White Statements – The Austrian Sound Of Piano Today. Gramola, 2013